# 神村幸子
神村幸子（日语：／ Kamimura Sachiko，12月30日—），日本女性動畫師、插畫家。出身於新潟縣。

## 概要
在東京電影工作後，現在是自由工作者。她也積極擔任大學和職業學校的講師。是日本頂尖的女性動畫師之一，擔任日本新媒體動漫藝術節審査委員和華特·迪士尼動畫日本的講師。
丈夫是動畫導演兒玉兼嗣。

## 來歷
此前，她經常參與安彥良和導演的作品，包括《亞利安》、《風與木之詩》、《金星戰記》等。因此，她經常被稱為安彥良和的弟子，但這是錯誤的。最初，神村幸子隸屬於東京電影的下游廠商「海豚工作室」。她與安彥合作的第一部作品是《亞利安》，透過製作人向安彥展示了《貓♥眼》的原圖，並被接受參加。因此，在《亞利安》之前，她與安彥沒有任何關係。
關於他在《亞利安》與神村的相遇，安彥說「當她向我展示（神村的原畫）時，她非常的棒。我說『這種人不能送回家！』。不，就像一隻背著一條蔥的鴨子一樣，這樣的人並不多」，並補充說，當時《亞利安》的製作面臨很大的壓力，當他抱怨工作人員單薄、沒有人才時，因為遇到了神村「突然間，我就變成了團隊的支柱，所有麻煩的事情都由神村女士處理」。
目前她以分鏡為主要工作。

## 人物
安彥在受訪時表示，神村有著個姐姐的感覺，人脈很廣。A型血。

## 參加作品

### 電視動畫
- 元祖天才傻鵬（日语：元祖天才バカボン）（1974年，動畫）※兒玉幸子名義。
- 魯邦三世 (TV第2系列)（日语：ルパン三世 (TV第2シリーズ)）（1977年，原畫、動畫）※兒玉幸子名義。
- 日生家庭特集（日语：日生ファミリースペシャル）「二十四隻眼睛（日语：二十四の瞳）」（1980年，動畫師）※兒玉幸子名義。
- 早安！蘇龐克（日语：おはよう!スパンク）（1981年，原畫）※兒玉幸子名義。
- 貓♥眼（1983年，原畫）
- 美雪、美雪（1983年，作畫監督、原畫）
- 魯邦三世 PARTIII（日语：ルパン三世 PARTIII）（1984年，作畫監督）
- 鄰家女孩（1985年，作畫監督）
- 機動戰士鋼彈ZZ（1986年，原畫、作畫監督）
- 加油！吉塔斯（1986年，OP&ED動畫）
- 銀河探查2100年（日语：銀河探査2100年 ボーダープラネット）（1986年，作畫監督／NTV系列《24小時電視 動畫特集》內）
- 城市獵人（1987年，人物設定、作畫監督、原畫）
- 橙路（1987年，原畫）
- 彼得潘的冒險（1989年，原畫）
- 森林大帝 (1989年版)（1989年，ED動畫）
- 超時空保姆（1992年，人物設定）
- （1997年，人物設定）
- 白鯨（機械作畫監督）
- 爆裂戰士戰藍寶（2000年，人物設定、總作畫監督）
- 名偵探柯南（2001年，ED分鏡）
- 我們這一家（2002年，原畫、作畫監督）
- 原子小金剛 (2003年版)（2003年，設計協力）
- 人間交差點 HUMAN SCRAMBLE（2003年，人物設定）
- 怪醫黑傑克（2004年，主要人物設定、總作畫監督、ED動畫）
- 怪醫黑傑克21（2006年，主要人物設定）
- 蟲師（2006年，原畫）
- 高嶺的單車（2008年，人物設定、作畫監督）
- 森林大帝 -勇氣能改變未來-（2009年，原畫）

### 電影動畫
- 亞利安（日语：アリオン (漫画)）（1986年，原畫）
- 金星戰記（日语：ヴイナス戦記）（1989年，作畫監督）
- 城市獵人：愛與宿命的馬格南（1989年，人物設定、OP&ED原畫）
- 城市獵人：海灣城市之戰爭（1990年，人物設定）
- 城市獵人：百萬美元的陰謀（1990年，人物設定、作畫監督）
- 劇場版 亞爾斯蘭戰記（1991年，人物設定）
- 劇場版 亞爾斯蘭戰記II（1992年，人物設定）
- 哆啦A夢系列 (大山羨代時期)（原畫）
- 名偵探柯南：迷宮的十字路（2003年，設計工作）
- 數碼寶貝03馴獸師之王（原畫）

### OVA
- 風與木之詩（1987年，人物設定、作畫監督）
- 亞爾斯蘭戰記III（東之城、西之城）（1993年，人物設定）
- 亞爾斯蘭戰記IV（血汗公路）（1993年，人物設定）
- 亞爾斯蘭戰記V（征馬孤影·上）（1995年，人物設定）
- 亞爾斯蘭戰記VI（征馬孤影·下）（1995年，人物設定）
- （ED）

### 遊戲
- DEAD FORCE（1994年，人物設定）
- BRAIN LORD（日语：ブレインロード）（1994年，人物設定）
- MYSTIC DRAGOONS（日语：ミスティックドラグーン）（1999年，人物設定）

### 漫畫
- （德間書店《Animage》）
- （隔週刊）
- （2006年，季刊）

### 小說
- （全4冊，上杉光名義，〈角川Sneaker文庫〉）

1. （1993年6月1日初版發行 ISBN 4-04-414801-5）
2. （1993年10月1日初版發行 ISBN 4-04-414802-3）
3. （1994年2月1日初版發行 ISBN 4-04-414803-1）
4. 飛鳥封（1994年4月1日初版發行 ISBN 4-04-414804-X）

- 次元城TOKYO（全3冊，上杉光名義，〈角川Sneaker文庫〉）
- （上杉光名義，POPLAR社（日语：ポプラ社））

## 書籍
- （監修）
- 《動畫的基礎知識大百科》
- 《Guardian 神村幸子畫集》
- 《MYSTIC DRAGOONS MATERIALS》
- 《城市獵人 ANIME SPECIAL》
- 《亞爾斯蘭戰記 Newtype100% COLLECTION》

## 其它
- 神戶動畫獎 神戶市主辦 作業場講師（1999年—）
- 華特·迪士尼動畫 JAPAN 藝術教育講師
- 動畫講座 衛星放送 數位動畫特別講師
- 京都精華大學 兼任講師（2002年、2007年）
- 日本新媒體動漫藝術節 審査委員（2003年—2005年）
- 技能五輪全國大會（日语：技能五輪全国大会） 競技委員 中央職業能力開發協會（日语：中央職業能力開発協会）（2005年—）
- 4年制大學即戰力動畫師培育課程學習會的開辦人（2005年）
- 動畫師培育計畫指導講師 日本動畫協會 經濟産業省支援 厚生勞動省（2006年—2014年3月）
- 神戶藝術工科大學（日语：神戸芸術工科大学）兼任講師（2006年—）
- 第8屆日本博覽會 法國巴黎·北维勒班特展示會會場 演講會嘉賓（2007年7月）
- TOYAKO動漫祭（日语：TOYAKOマンガ・アニメフェスタ） 第1屆海報人物設計（2010年）
- 開志專門職大學（日语：開志専門職大学） 動畫、漫畫學院 學院長、教授（2021年—2023年）
- 開志專門職大學 動畫、漫畫學院 客座教授（2023年—）

## 外部連結
- （日語）—神村幸子的官方個人網站。
- （日語）—（舊）神村幸子的官方個人網站。
- 動畫師Web （日語）—由神村幸子開辦的官方網站。